# 愛宕社 (加須市)
愛宕社（あたごしゃ）は、埼玉県加須市の神社。

## 歴史
創建年代は不明である。ただ別当寺だった「東光院」の開山の尊祐と当地の開発者の没年が文禄・慶長年間（1592年 - 1615年）であることから、その頃までには既に存在していたものと推測される。東光院は真言宗の寺院であったが、明治初期の神仏分離により、廃寺に追い込まれた。
1872年（明治5年）、近代社格制度に基づく「村社」に列せられ、1907年（明治40年）の神社合祀により、周辺の3社が合祀された。
当社では、耳の病気を治すご利益があるとされている。そのため、かつては耳の通りが良くなるようにと錐が奉納されていた。

## 交通アクセス
- 路線バスプラザきさい停留所より徒歩3分。